# George Ferrier
George Ferrier (* November 2000 in Auckland) ist ein neuseeländischer Filmschauspieler.

## Leben
George Ferrier wurde im Jahr 2000 in Auckland geboren. In seiner Schulzeit war er Captain der Hockey-U15-Rep von Auckland. Er spielt zudem Rugby und Tennis.
In der Fernsehserie Dirty Laundry spielte er in acht Folgen Leo. In dem Fantasyfilm Kiwi Christmas, der im November 2017 in die neuseeländischen Kinos kam, war Ferrier in der Rolle von Dick zu sehen. 
Im Jahr 2018 besuchte er die Juilliard Summer School in Genf und begann danach sein Studium an der Stella Adler Academy of Acting in Los Angeles. In dem ab Anfang 2020 in Neuseeland gedrehten Film Juniper von Matthew J. Saville ist Ferrier an der Seite der Britin Charlotte Rampling in der Rolle ihres Enkels Sam zu sehen. Es handelte sich um seine erste Hauptrolle in einem Film.

## Filmografie
- 2011: One Year Later (Kurzfilm)
- 2016: Dirty Laundry (Fernsehserie, 8 Folgen)
- 2017: Kiwi Christmas
- 2021: Juniper
- 2021–2022: One of Us Is Lying (Fernsehserie, 8 Folgen)